# Iglesia de San Millán (Segovia)
La iglesia de San Millán es un edificio de culto católico situado junto a la avenida del Acueducto, en el barrio de San Millán de la ciudad de Segovia, en la comunidad autónoma de Castilla y León.  Está situado en el barrio homónimo.
La torre prerrománica conforma los restos más antiguos del templo, pues corresponde al siglo XI siendo de estilo mudéjar, aspecto que confiere al edificio un carácter distintivo dentro del importante número de iglesias románicas de la ciudad, que junto con Zamora son el grupo más numeroso de España. El resto del edificio es producto de la reforma realizada entre 1111 y 1126 por Alfonso I el Batallador durante su gobierno en Castilla por su matrimonio con doña Urraca, por lo que se trata de una de las iglesias más antiguas de la ciudad.

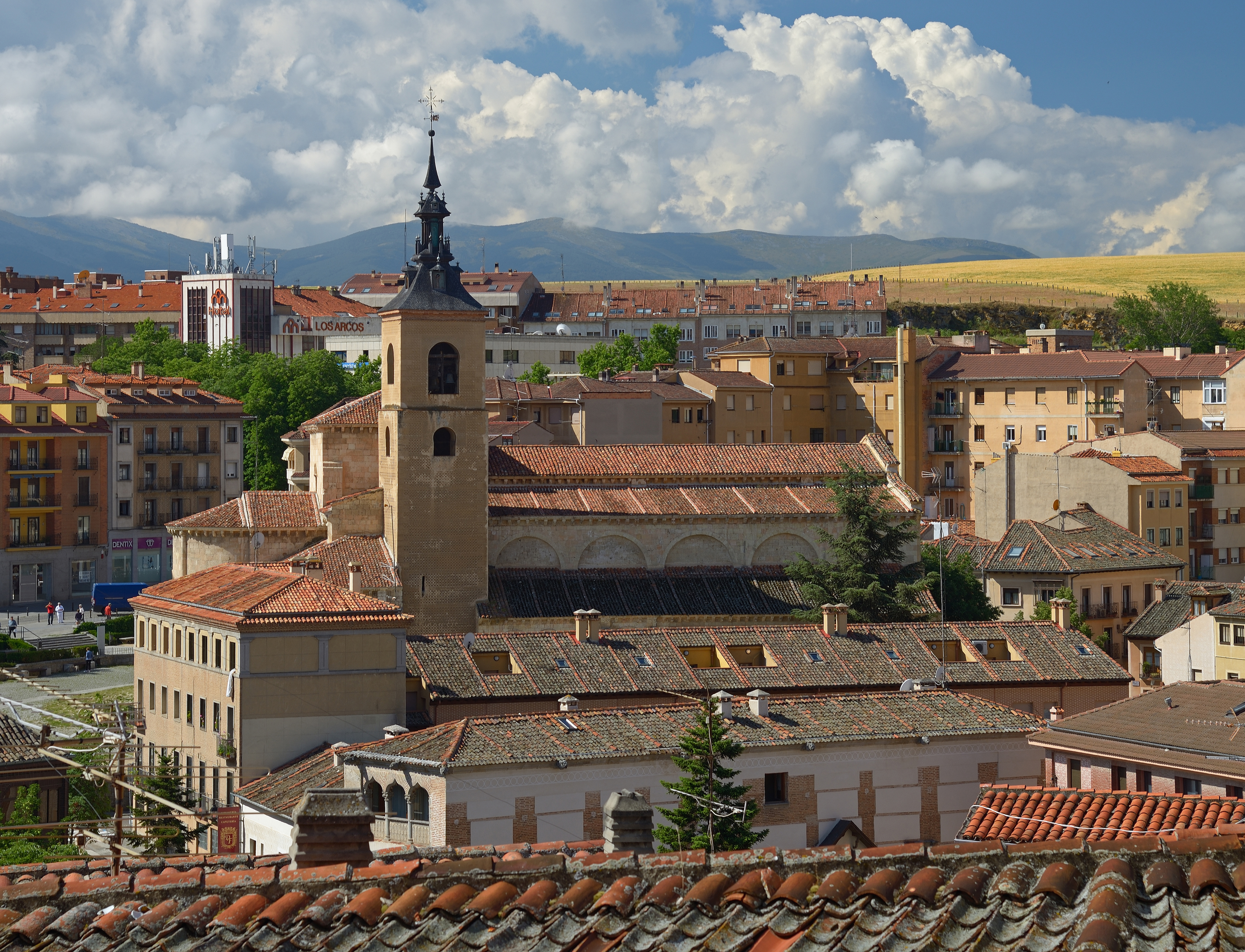
Vista desde la calle Cervantes

Su fábrica refleja influencia de la arquitectura aragonesa, pues reproduce la planta de la catedral de Jaca a menor escala. Está compuesta de cuatro ábsides, de los que tres corresponden a las naves y el cuarto, un añadido posterior, a la sacristía. Cuenta con tres portadas, una en cada costado, y dos galerías de arcos porticados, tan comunes en el románico segoviano. En el interior podemos encontrar tres naves amplias con una cubierta sencilla en el techo, en sustitución de la techumbre mudéjar inicial. Las columnas y capiteles son de gran dimensión en comparación con el tamaño del templo. Entre los capiteles más destacables encontramos uno que tiene como temática los Magos camino de Belén y otro que tiene como temática la Huida a Egipto.
Dentro de los ornamentos destinados al culto destaca su altar mayor de estilo románico, compuesto por un crucificado rodeado por diez arcadas cegadas, así como varias piezas de la imaginería procesional que participa en la Semana Santa segoviana, como son las tallas de Nuestra Señora de la Soledad al pie de la Cruz y del Santísimo Cristo en su última Palabra, que fueron donadas por el escultor segoviano Aniceto Marinas y corresponden a su cofradía homónima, que tiene su sede canónica en el templo.